# 浪江町
浪江町（なみえまち）は、福島県浜通りに位置し、双葉郡（1896年以前は標葉郡）に属する町。
町内東部の請戸漁港 (cf.) は、福島県の最東端にあたる。
2011年（平成23年）3月11日、東日本大震災で被災。揺れや津波による被害に加えて、震災により発生した福島第一原子力発電所事故の影響を受けて、同月15日以降、仮役場が同県内の二本松市に設置され、多くの住民が移動・避難した。避難民と避難所は他にも散在している。2017年3月31日に一部の全域避難指示は解除されたが、2020年2月までは「帰還困難地域」が町内の大半を占め、町内の居住人口は事故前より大幅に減少し、現時点で約2100人余が居住している。

## 地理
請戸川の流域を主な範囲とし、沿岸部は太平洋に面する。請戸川に沿って、国道114号が内陸部と連絡し、途中で国道399号や国道459号が分岐する。交通の大動脈は太平洋岸に沿って走る国道6号やJR常磐線で、町役場も国道114号が国道6号に接続する沿岸付近にある。

### 山地
西に位置するものから順に列挙する。
- 津島五山（つしまござん。阿武隈山系）[3][4]
  - 日山（ひやま。標高1,057m。異称：天王山［てんのうざん］）[3][4]
  - 高太石山（こうたいしやま、こうだいしやま。標高863.7m。異称：弘太師山［こうだいしやま］）[3][4]
  - 中ノ森山（なかのもりやま。標高803m。異称：大曾根山［おおそねやま］）[3][4]
  - 大ノ姿山（おおのすがたやま。標高722m。異称：足利立添山［あしかがたちぞえやま］）[3][4]
  - 熊ノ森山（くまのもりやま。標高565m。異称：湯舟山［ゆぶねやま］）[3][4]
- 手倉山（てくらやま。標高631m）[3]
- 戸神山（とがみやま。標高430m）[3]
- 十万山（じゅうまんやま。標高448.4m）[3]

### 川・谷・水系
- 請戸川（うけどがわ）[5]
- 高瀬川（たかせがわ）、高瀬川渓谷（たかせがわけいこく）[6]
- 大柿ダム（おおがきダム）[7]
- 金ヶ森溜池（かながもりためいけ）[8]

### 気候
| 浪江（1991年 - 2020年）の気候      | 浪江（1991年 - 2020年）の気候 | 浪江（1991年 - 2020年）の気候 | 浪江（1991年 - 2020年）の気候 | 浪江（1991年 - 2020年）の気候 | 浪江（1991年 - 2020年）の気候 | 浪江（1991年 - 2020年）の気候 | 浪江（1991年 - 2020年）の気候 | 浪江（1991年 - 2020年）の気候 | 浪江（1991年 - 2020年）の気候 | 浪江（1991年 - 2020年）の気候 | 浪江（1991年 - 2020年）の気候 | 浪江（1991年 - 2020年）の気候 | 浪江（1991年 - 2020年）の気候 |
| 月                                 | 1月                           | 2月                           | 3月                           | 4月                           | 5月                           | 6月                           | 7月                           | 8月                           | 9月                           | 10月                          | 11月                          | 12月                          | 年                            |
| ---------------------------------- | ----------------------------- | ----------------------------- | ----------------------------- | ----------------------------- | ----------------------------- | ----------------------------- | ----------------------------- | ----------------------------- | ----------------------------- | ----------------------------- | ----------------------------- | ----------------------------- | ----------------------------- |
| 最高気温記録 °C （°F）             | 18.6 (65.5)                   | 22.2 (72)                     | 25.0 (77)                     | 32.0 (89.6)                   | 33.5 (92.3)                   | 35.7 (96.3)                   | 38.8 (101.8)                  | 37.9 (100.2)                  | 36.2 (97.2)                   | 31.6 (88.9)                   | 26.2 (79.2)                   | 21.6 (70.9)                   | 38.8 (101.8)                  |
| 平均最高気温 °C （°F）             | 7.4 (45.3)                    | 8.0 (46.4)                    | 11.1 (52)                     | 16.2 (61.2)                   | 20.9 (69.6)                   | 23.3 (73.9)                   | 26.9 (80.4)                   | 28.5 (83.3)                   | 25.2 (77.4)                   | 20.3 (68.5)                   | 15.4 (59.7)                   | 10.1 (50.2)                   | 17.8 (64)                     |
| 日平均気温 °C （°F）               | 2.2 (36)                      | 2.7 (36.9)                    | 5.7 (42.3)                    | 10.7 (51.3)                   | 15.5 (59.9)                   | 18.8 (65.8)                   | 22.6 (72.7)                   | 24.0 (75.2)                   | 20.6 (69.1)                   | 15.1 (59.2)                   | 9.7 (49.5)                    | 4.7 (40.5)                    | 12.7 (54.9)                   |
| 平均最低気温 °C （°F）             | −3.0 (26.6)                   | −2.7 (27.1)                   | 0.1 (32.2)                    | 5.0 (41)                      | 9.9 (49.8)                    | 14.6 (58.3)                   | 19.1 (66.4)                   | 20.3 (68.5)                   | 16.5 (61.7)                   | 10.0 (50)                     | 3.7 (38.7)                    | −0.7 (30.7)                   | 7.8 (46)                      |
| 最低気温記録 °C （°F）             | −11.9 (10.6)                  | −12.4 (9.7)                   | −8.0 (17.6)                   | −4.7 (23.5)                   | −1.1 (30)                     | 4.6 (40.3)                    | 9.9 (49.8)                    | 10.2 (50.4)                   | 5.5 (41.9)                    | −1.6 (29.1)                   | −5.6 (21.9)                   | −11.2 (11.8)                  | −12.4 (9.7)                   |
| 降水量 mm （inch）                 | 59.0 (2.323)                  | 45.6 (1.795)                  | 94.5 (3.72)                   | 119.6 (4.709)                 | 125.8 (4.953)                 | 156.3 (6.154)                 | 193.4 (7.614)                 | 163.4 (6.433)                 | 238.2 (9.378)                 | 225.9 (8.894)                 | 71.1 (2.799)                  | 44.2 (1.74)                   | 1,539.7 (60.618)              |
| 平均降水日数 （≥1.0 mm）           | 4.7                           | 5.0                           | 7.9                           | 9.2                           | 10.0                          | 12.8                          | 14.3                          | 11.0                          | 12.8                          | 9.6                           | 6.3                           | 5.0                           | 109.1                         |
| 平均月間日照時間                   | 170.5                         | 171.7                         | 183.0                         | 186.6                         | 194.3                         | 145.8                         | 136.7                         | 164.6                         | 126.8                         | 137.3                         | 152.6                         | 159.1                         | 1,926.1                       |
| 出典1：Japan Meteorological Agency |                               |                               |                               |                               |                               |                               |                               |                               |                               |                               |                               |                               |                               |
| 出典2：気象庁                      |                               |                               |                               |                               |                               |                               |                               |                               |                               |                               |                               |                               |                               |

### 隣接する自治体
cf.　福島県の市町村全図 ：≪外部リンク≫ “地図上検索”. （公式ウェブサイト）.   福島県. 2011年4月18日閲覧。
- 南相馬市 ：北部で幅広く隣接。
- 相馬郡 飯舘村 ：北部で隣接（南相馬市の西）。
- 伊達郡 川俣町 ：北西部で一部隣接（飯舘村の西）。
- 二本松市 ：西部でごく一部隣接（川俣町の西）。
- 田村市 ：西部で一部隣接（二本松市の南）。
- 同郡内（双葉郡内）
  - 葛尾村 ：西部で幅広く隣接（田村市の東）。
  - 双葉町 ：南部で幅広く隣接。
  - 大熊町 ：南部で一部隣接。

## 歴史

### 近世以前
現在の浪江町を含む浜通り北部は、古代の令制国としては陸奥国の一部であった。中世以降は相馬氏の地盤であり、江戸時代は相馬中村藩が治めていた。

### 施設誘致の歴史
太平洋戦争後の1955年（昭和30年）に人口約28,000人を数えた浪江町も、過疎と財政難に悩まされ、その打開が必要であった。1960年（昭和35年）頃、福島県が原子力発電所を誘致するに当たり、浪江町も候補地となった。最終的には同じ浜通りの双葉郡の双葉町と大熊町に跨る地域に決まり、福島第一原子力発電所（東京電力）として開所する。それまで農業の出来ない冬には出稼ぎに行っていた大熊町・双葉町など福島の海岸地帯の住民は原発関連の仕事をすることで一年中、地元で働けるようになったため安定的な働き口とかなりの補助金を与えてくれた“福の神”とされていた。
折りしも、1969年（昭和44年）に発足を控えていた宇宙開発事業団がロケット発射場の候補地を探しており、浪江町の方から手を挙げたものの、「原子力発電所の近郊に発射場を建設するのは危険」と判断され、この構想も消滅した。
ロケット発射場の次は「子供の村」構想への参画を目指したが、これも頓挫した。しかし、福島第一原子力発電所建設の経済波及効果は浪江町にもあり、1970年（昭和45年）に約21,000人で底を打った人口は1970年代末には23,000人に回復し、作業員向けの宿泊施設、バー、スナックなどが建てられた。
浪江町が何か誘致できる施設が無いかを調べていたところ、東北電力が浪江町と小高町（現在の南相馬市小高区）に跨る地域に原子力発電所の誘致を持ちかける。当時、東北電力は宮城県で女川原子力発電所の建設計画も進めており、「女川町へ原発と付随する交付金や雇用等を取られてしまう」という対抗心もあって、浪江町議会は賛成した。当時は公害に対する批判的な世論が芽生え始めた時期でもあり、地元の自民党支持層は分裂。自民党の原発誘致反対派は他党と組まず、長らく反対運動を続けることになる。1982年（昭和57年）の雑誌対談で示された概要図では原子炉は4基となっていた（のちの浪江・小高原子力発電所計画。こちらは東日本大震災後の2013年に中止が発表された）。上述の宿泊施設、浪江町による水道などの社会資本投資は原子力発電所建設を見越した先行投資でもあったため、1980年代末時点で17人まで減ったものの団結力を高め、予定地に共同登記をしていた反対運動による遅延は、これら商工業者に莫大な損失を強いるものとなった。原子力発電所の建設が進まないなか、近隣自治体に新地発電所、原町火力発電所などが建設されていった。

### 年表
近世以前
- 元禄年間：中村藩士の半谷休閑が地元で陶土を発見し、第二次世界大戦後に「大堀焼」「大堀相馬焼」と呼ばれるに到る陶器を焼き始める。

近代以降
- 1898年（明治31年）8月23日：日本鉄道の磐城線（後に常磐線へ編入）で浪江駅が開業。
- 1906年（明治39年）11月1日：日本鉄道の磐城線が全線国有化され、以後、国鉄「元日本線」と通称されるようになる。
  - 磐城線は、鉄道院による国有鉄道線路名称制定の一環として、1909年（明治42年）10月12日、「常磐線」に改称される。さらに1987年（昭和62年）4月1日、国鉄常磐線浪江駅は国鉄分割民営化に伴い、東日本旅客鉄道（JR東日本）常磐線浪江駅となる。
- 1960年（昭和35年）頃：福島県が原発を誘致するに当たって、浪江町も立候補（上記のようにその後、双葉町と大熊町に福島第一原発が建設される）。

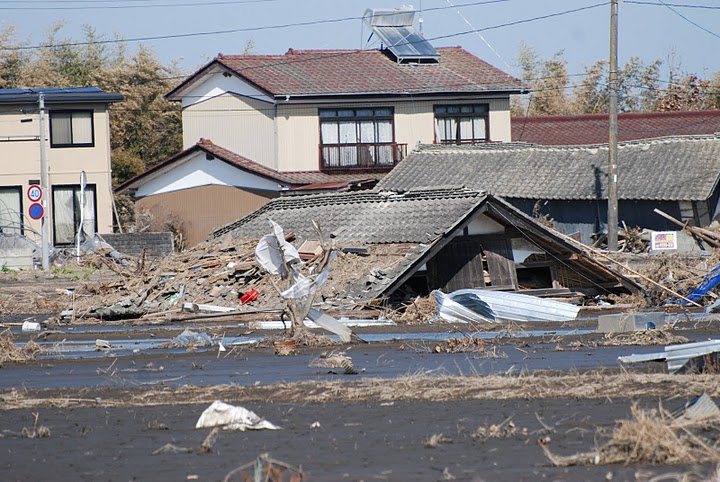
東北地方太平洋沖地震に伴い発生した津波に呑まれて倒壊した浪江町の民家。2011年（平成23年）4月12日撮影。

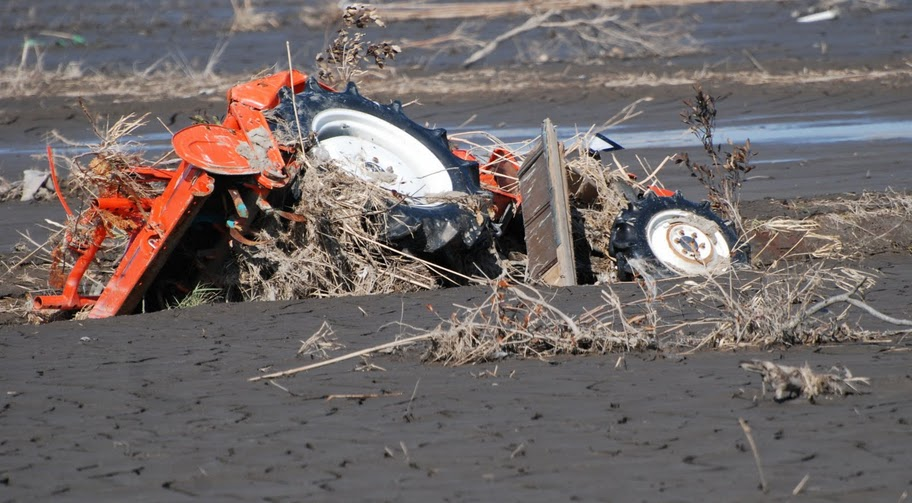
津波に洗われて塩害など深刻なダメージを被った農地にトラクターが埋没している。4月12日撮影。

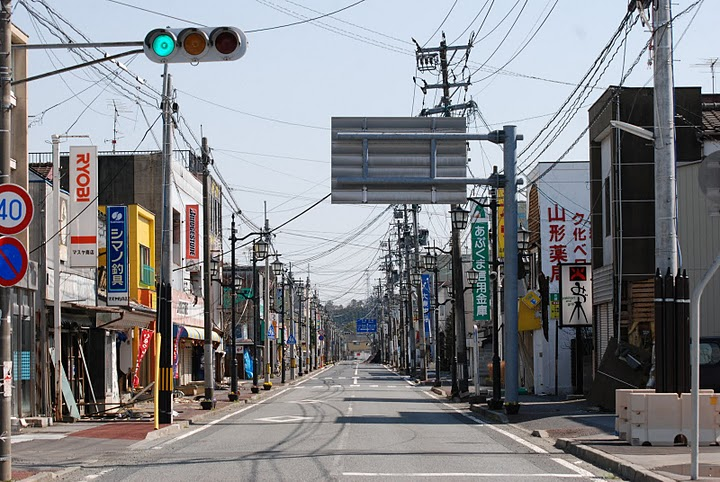
福島第一原子力発電所事故の影響で人の姿が消えた浪江町の中心部。4月12日撮影。

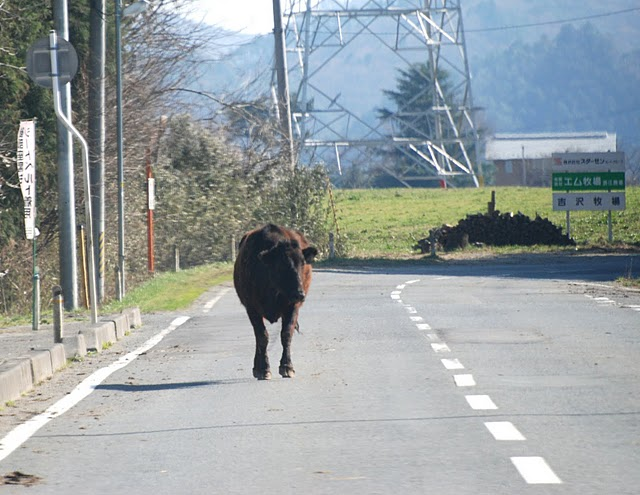
避難した飼い主に解き放たれたか、自力で逃げ出したか、人影の無い道を歩く飼育牛。4月12日撮影。

- 1967年（昭和42年）5月25日：再び、原子力発電所の誘致を決定（しかしその後、宮城県女川町が選定地となり、女川原子力発電所が建設される）[16]。
- 1969年（昭和44年）：発足を控えてロケット発射場の候補地を探す宇宙開発事業団に対し、浪江町が立候補するも、原子力発電所の近隣であることを危険視されて実現せず[11]。
- 1978年（昭和53年）：昭和になって浪江町大堀で再興されていた大堀相馬焼が、国の伝統工芸品に指定される。
- 1999年（平成11年）4月17日：常磐自動車道の常磐富岡-相馬間延伸の一環として、浪江インターチェンジが着工。
- 2000年（平成12年）6月4日：日本テレビ系列のバラエティ番組『ザ!鉄腕!DASH!!』の企画として、「DASH村」が浪江町の西部に作られる。当時は非公表の事実であったが、のちに公表される（後述：2011年（平成23年）4月24日）。
- 2006年（平成18年）5月31日：県内の優秀な消防団に贈られる福島民報主催の「民報金ばれん」（第54回）を浪江町消防団が受賞。
- 2008年（平成20年）：ご当地グルメ「浪江焼きそば」の普及をはかる浪江町商工会青年部が中心となり、団体「浪江焼麺太国」が発足。
- 2011年（平成23年）2月1日：二本松市コミュニティバスが福島交通津島線の代替運行を開始。

震災以降
- 2011年（平成23年）3月11日：マグニチュード9.0の東北地方太平洋沖地震が発生し、浪江町は幾世橋地区で震度6強を観測した[17]。この地震が引き起こした大津波によって町の沿岸部は壊滅的被害を受けた[注 1]。加えて、隣接する大熊町域で福島第一原子力発電所事故が発生。以後、放射能漏れによって多大で長期的な影響を受けることとなった。cf. 東日本大震災。
  - 3月12日：国の避難指示が原発から10キロメートル圏に拡大した事を受け、町の災害対策本部は該当地域の住民を町内の津島地区へ避難させる事を決めた。浪江町津島地区は東京電力福島第一原発から北西へ25キロの地点にある。人口1400人ほどの津島地区は約8000人の町民であふれた[18]。
  - 3月14日：原子力事故（cf. 第1週）による放射性物質漏洩が深刻化し、同日午前に原発からの距離が半径10km圏内の全域（請戸地区等）、同日午後には浪江町東部全域が含まれる半径20km圏内[注 2]の全域に避難指示が公示される。これを受け、二本松市役所東和支所[注 3]内に仮役場（浪江町役場二本松事務所）が設置され、翌15日以降、約8千人が移動・避難した[19]（避難住民と避難場所は他にも散在）。
  - 3月24日：二本松市コミュニティバスが運行（福島交通津島線の代替運行）を再開。
  - 4月1日：馬場有町長らがYouTubeにて町民に声明を出す[注 4]。
  - 4月9日：この時点で、死者1人、行方不明者185人[20]。
  - 4月11日：原発より半径30km圏内[注 5]にある地域（西部の大部分）が計画的避難区域[注 6]に指定され、半径30km圏外にある地域（[注 7]西部の一部）は緊急時避難準備区域[注 8]に指定される[21]。
  - 4月14日：放射線量が低下したとして、原発より半径10km圏内の一部（浪江町では請戸地区）で福島県警による行方不明者の大規模捜索が始まる（約300人動員[注 9]）[22]。
  - 4月22日：原発より半径20km圏内が警戒区域に指定される[23][24]。
  - 4月24日：『ザ!鉄腕!DASH!!』が番組内でDASH村の所在地域（福島原発より半径20-30km圏内の西部某所[注 10]）と被災状況等を公表する（cf. DASH村#福島原発事故による影響）。
- 2013年（平成25年）4月1日：避難区域が再編される（町の山間部などが帰還困難区域に指定される）。

復興
- 2017年（平成29年）
  - 3月31日：帰還困難区域を除き避難指示が解除された。
  - 4月1日：役場機能の大半が二本松市の仮役場から元の浪江町役場本庁舎へと戻された[25]。また浪江駅の営業が再開され、常磐線下り方向への通常運行と浪江駅〜竜田駅までの代行バス運行が開始された。
- 2019年（令和元年）：近隣の自治体の楢葉町、広野町と合同で、ももいろクローバーZが毎年実施するコンサート「ももクロ春の一大事」を、2020年に誘致することを決定。その後、新型コロナウィルスの影響で2022年に延期して実施された[26]。これに先立って2019年11月24日、同グループのメンバー・佐々木彩夏をリーダーとする7人組ユニット「浪江女子発組合」も結成された（以降、浪江町で無料コンサートを開催するなど、継続的に活動）[27]。
- 2022年（令和4年）3月：浪江駅周辺グランドデザイン基本計画が策定された。[28]
- 2023年（令和5年）
  - 3月31日：特定復興再生拠点区域での避難指示が解除された[29]。
  - 4月1日：ふれあいセンターなみえ内に福島国際研究教育機構が設立された。
- 2022年（令和6年）3月：浪江国際研究学園都市構想が策定された。[30]

### 行政区域の変遷（市町村制施行以後）
cf. “浪江町(双葉郡)(福島県)の住所・地名の読み仮名”.   市町村.com. 2011年4月20日閲覧。
- 1889年（明治22年）4月1日：村制が施行され、標葉郡浪江村（なみえむら）が成立。
- 1896年（明治29年）4月1日：標葉郡が双葉郡となる。
- 1900年（明治33年）3月8日：町制が施行され、浪江村が浪江町（なみえまち）になる。
- 1953年（昭和28年）10月10日：請戸村と幾世橋村と新設合併し、改めて浪江町が発足[31]。
- 1956年（昭和31年）5月1日：大堀村・苅野村・津島村と新設合併し、改めて浪江町が発足[32]。
- 1958年（昭和33年）4月1日：請戸地区に編入されていた、中野地区（旧・中野村）の全域と両竹地区（旧・両竹村［もろたけむら］）の一部が、浪江町から分離し、双葉町に編入される[33]。
- 1960年（昭和35年）4月1日：請戸地区に編入されていた、中浜地区（旧・中浜村）の一部と両竹地区の一部が、浪江町から分離し、双葉町に編入される[34]。

## 行政

### 歴代町長
| 歴代 | 氏名       | 就任年月日                 | 退任年月日                | 備考                                       |
| ---- | ---------- | -------------------------- | ------------------------- | ------------------------------------------ |
| 1    | 石井登     | 1956年（昭和31年）         | 1960年（昭和35年）        | 1期                                        |
| 2    | 石川正義   | 1960年（昭和35年）         | 1964年（昭和39年）        | 2期                                        |
| 3    | 石川正義   | 1964年（昭和39年）         | 1968年（昭和43年）        | 2期                                        |
| 4    | 上田鉄三郎 | 1968年（昭和43年）         | 1972年（昭和47年）        | 1期                                        |
| 5    | 上田善三郎 | 1972年（昭和47年）         | 1975年（昭和50年）        | 1期                                        |
| 6    | 石井潔     | 1975年（昭和50年）         | 1979年（昭和54年）        | 2期                                        |
| 7    | 石井潔     | 1979年（昭和54年）         | 1983年（昭和58年）        | 2期                                        |
| 8    | 紺野富夫   | 1983年（昭和58年）         | 1987年（昭和62年）        | 1期                                        |
| 9    | 叶幸一     | 1987年（昭和62年）         | 1991年（平成3年）         | 4期                                        |
| 10   | 叶幸一     | 1991年（平成3年）          | 1995年（平成7年）         | 4期                                        |
| 11   | 叶幸一     | 1995年（平成7年）          | 1999年（平成11年）        | 4期                                        |
| 12   | 叶幸一     | 1999年（平成11年）         | 2003年（平成15年）        | 4期                                        |
| 13   | 横山藏人   | 2003年（平成15年）         | 2007年（平成19年）        | 1期                                        |
| 14   | 馬場有     | 2007年（平成19年）12月16日 | 2011年（平成23年）        | 在任中、東日本大震災が発生 3期目在任中死去 |
| 15   | 馬場有     | 2011年（平成23年）         | 2015年（平成27年）        | 在任中、東日本大震災が発生 3期目在任中死去 |
| 16   | 馬場有     | 2015年（平成27年）         | 2018年（平成30年）6月27日 | 在任中、東日本大震災が発生 3期目在任中死去 |
| 17   | 吉田数博   | 2018年（平成30年）         | 2022年（令和4年）7月10日  | 1期                                        |
| 18   | 吉田栄光   | 2022年（令和4年）          | 現職                      | 1期目                                      |

## 経済・産業

### 第一次産業

#### 水産業
- 施設：請戸漁港（うけど ぎょこう。第三種漁港。所在地：請戸地区）[3]。福島第一原発事故の風評被害により浜通りの水産業は厳しい状況が続いているが、請戸漁港では2018年1月7日、漁船の出初式が7年ぶりに行われた[36]。2020年4月8日には請戸漁港の地方卸売市場での競りが再開された[37]。

### 工業
- 日立化成グループの浪江日立化成工業本社が当町内に位置する。カーボンファイバー製品各種を製造しており、特に鉄道車両のモーターなどに使用される直流電動機ブラシの生産では高いシェアを持つ[38]。

#### 医薬品
- エスエス製薬福島工場が北幾世橋に所在する。東日本大震災以後は操業停止し、再開の見通しは立っていない[39]。

### エネルギー産業
温暖化ガスである二酸化炭素を燃焼時に出さない水素の製造拠点があり、その供給・活用で丸紅やパナソニックなどと連携している。

### 名産品

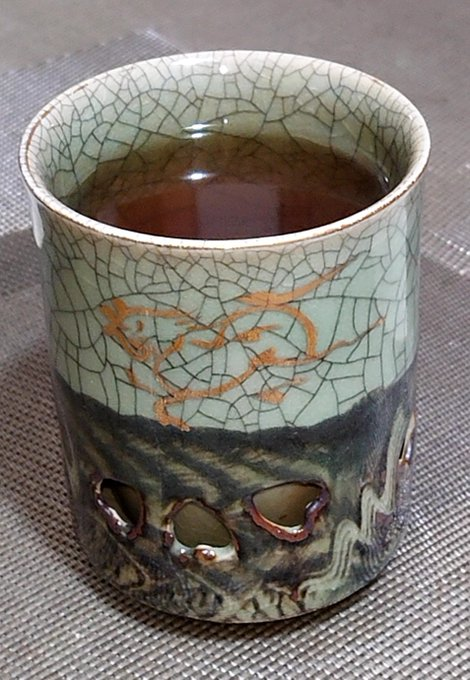
大堀相馬焼 湯呑

- 大堀相馬焼：江戸時代の中村藩に始まる陶器。cf. a,b.
- 浪江焼きそば（ふとっちょ焼きそば）：浪江のご当地グルメ。

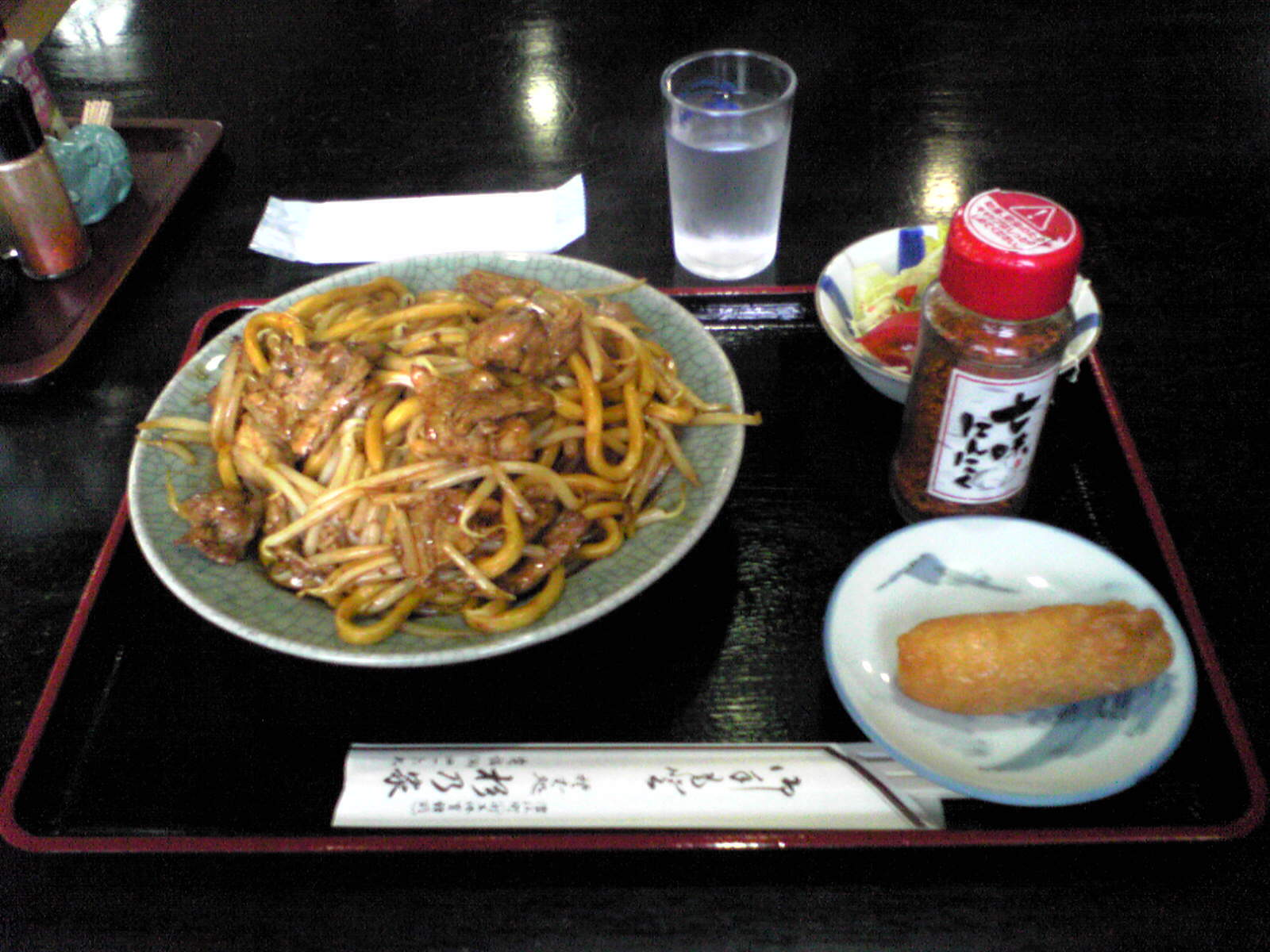
浪江焼きそば

### 商業
イオンリテールが震災復興を支援するため、浪江町と2019年2月に『商業環境整備に関する覚書』を締結。同年7月14日、町役場南側に新店を開業した。
2021年3月には、道の駅なみえに無印良品が出店した。

## 地域

### 人口
17,981人（平成28年6月末時点）
| 浪江町（に相当する地域）の人口の推移 \| 1970年（昭和45年） \| 21,375人 \| \| \| 1975年（昭和50年） \| 21,523人 \| \| \| 1980年（昭和55年） \| 22,601人 \| \| \| 1985年（昭和60年） \| 23,595人 \| \| \| 1990年（平成2年） \| 23,515人 \| \| \| 1995年（平成7年） \| 23,245人 \| \| \| 2000年（平成12年） \| 22,609人 \| \| \| 2005年（平成17年） \| 21,615人 \| \| \| 2010年（平成22年） \| 20,905人 \| \| \| 2015年（平成27年） \| 0人 \| \| \| 2020年（令和2年） \| 1,923人 \| \| |          |  |
| 総務省統計局 国勢調査より |          |  |
| 1970年（昭和45年） | 21,375人 |  |
| 1975年（昭和50年） | 21,523人 |  |
| 1980年（昭和55年） | 22,601人 |  |
| 1985年（昭和60年） | 23,595人 |  |
| 1990年（平成2年） | 23,515人 |  |
| 1995年（平成7年） | 23,245人 |  |
| 2000年（平成12年） | 22,609人 |  |
| 2005年（平成17年） | 21,615人 |  |
| 2010年（平成22年） | 20,905人 |  |
| 2015年（平成27年） | 0人      |  |
| 2020年（令和2年） | 1,923人  |  |

## 警察・消防
- 双葉警察署浪江分庁舎（旧・浪江警察署）
- 双葉地方広域市町村圏組合消防本部浪江消防署

## 郵便
- 浪江郵便局（集配局）
- 津島郵便局（集配局、2019年時点では東日本大震災のため窓口やATM、集配業務は休止）
- 請戸郵便局（東日本大震災のため窓口業務やATMは休止）
- 大堀郵便局（同）
- 苅野郵便局（同）
- 幾世橋郵便局（同）

## 交通

### 空港
最寄りの空港は仙台空港（宮城県名取市・岩沼市）。

### 鉄道路線
- 東日本旅客鉄道（JR東日本）
  - 常磐線 浪江駅 (cf.)
  - 広範囲な連絡：特急「ひたち」
    - 2020年3月14日、常磐線全線復旧に伴い乗り換え不要で再びいわき駅・水戸駅・上野駅方面のアクセスが可能になり、上野東京ラインを経由して東京駅・品川駅とのアクセスも可能になった[43]。

### 路線バスなど

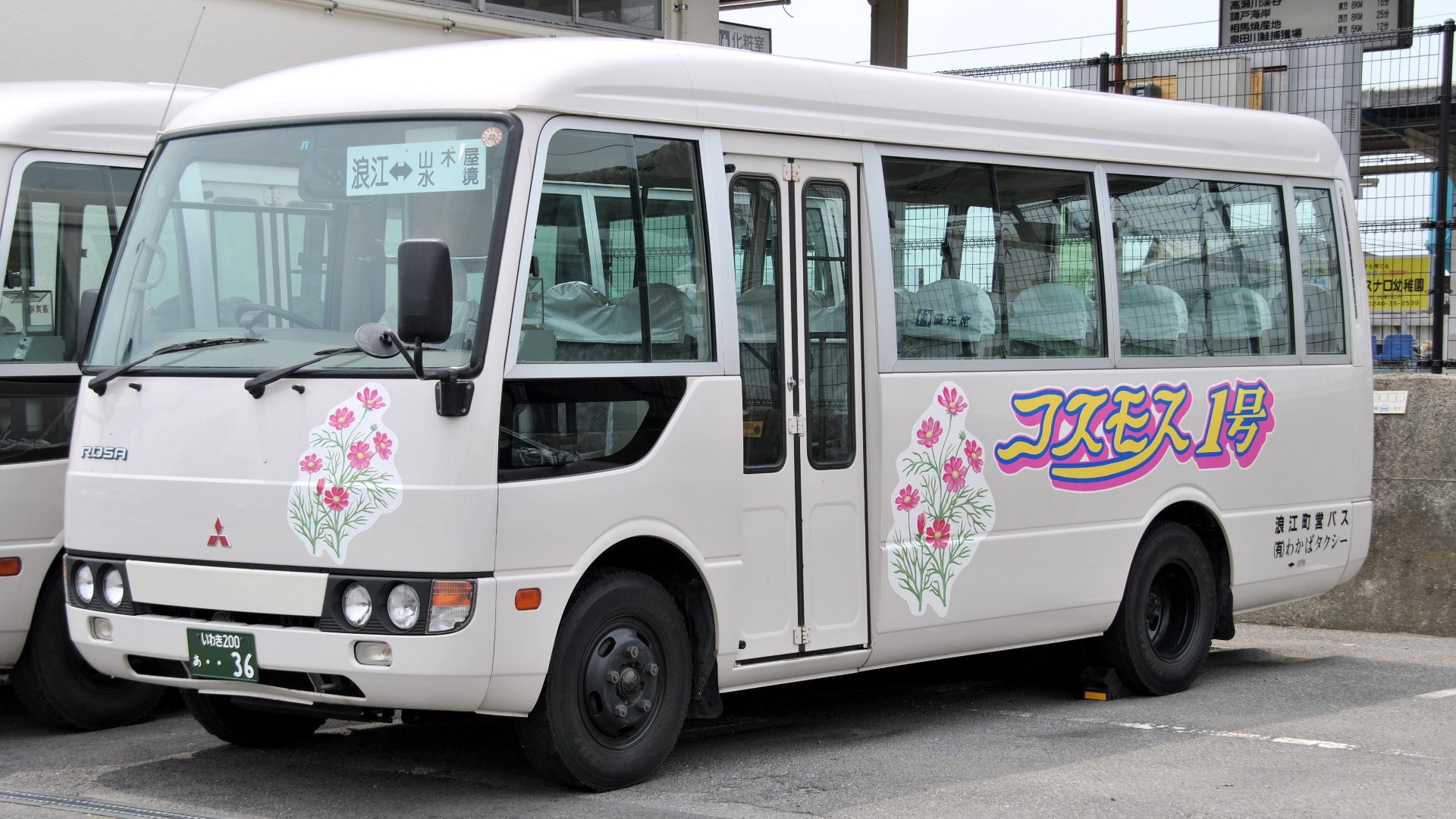
浪江町営バス（わかばタクシーの車両）

避難指示解除後に運行開始されたもの
- 新常磐交通 - 富岡町・大熊町・浪江町を結ぶ。
  - 富岡駅前 - さくらモール診療所前 - 富岡町役場 - 大熊町役場 - 大野駅前 - 双葉駅前 - 浪江駅前 - 道の駅なみえ - FH2R ※土日祝日運休
- 東北アクセス - 南相馬市原町区・浪江町・双葉町を結ぶ一般路線と、福島市と浪江町を結ぶ高速バスを運行する。いずれも浪江町内のみの利用は不可。
  - 南相馬ジャスモール - 道の駅なみえ - 浪江駅前 - 伝承館・産業交流センター前 - 双葉駅 ※日祝日運休
  - （高速バス）福島駅西口 - 道の駅なみえ
- 浪江町巡回乗合ミニバス（なみえスマートモビリティ） - 町内の避難指示解除区域内各地に設けられた停留所相互間で利用可能（予約制）。

このほか、町が本宮市・二本松市内と二本松出張所を結ぶ生活支援バスを週1回運行している（運行区域は町外）。
コミュニティバス (休止)
以下のコミュニティバスは、東日本大震災と福島第一原発事故の影響で運行休止された。
- 浪江町営バス（浪江駅 - 山木屋水境）
- 川俣町自治体バス「絹の里ふれあい号」（山木屋水境 - 川俣高校前）- 浪江町内の「山木屋水境」停留所で浪江町営バスと接続していた。

### 道路
- 高速道路
  - 常磐自動車道 : 浪江IC
- 一般国道
  - 国道6号
    - 北方面 - 南相馬・相馬・新地・山元・亘理・岩沼・仙台
    - 南方面 - 双葉・大熊・富岡・楢葉・広野・いわき・北茨城・高萩・日立・ひたちなか・水戸・石岡・土浦・東京

  - 国道114号
    - 西方面 - 川俣・福島

  - 国道399号
  - 国道459号
- 主要地方道
  - 福島県道34号相馬浪江線
  - 福島県道35号いわき浪江線
  - 福島県道49号原町浪江線
  - 福島県道50号浪江三春線
- 一般県道
  - 福島県道120号浪江鹿島線
  - 福島県道167号浪江停車場線
  - 福島県道253号落合浪江線
  - 福島県道254号長塚請戸浪江線
  - 福島県道255号幾世橋小高線
  - 福島県道256号井手長塚線
  - 福島県道257号仲ノ森加倉線
  - 福島県道391号広野小高線

## 教育
町内の学校は原発事故により一時全て避難し、町外に仮設校舎を設置するなど大きな影響を受けた。2018年4月に小中学校を併設した「なみえ創成小・中学校」（旧・浪江町立浪江東中学校校地に設置）が開設される一方で、福島県立浪江高等学校のように休校に追い込まれた学校もある。2021年3月末には、前述の「なみえ創成小・中学校」と津島中学校、津島小学校を除き、浪江町立の小中学校は、廃校となった。

### 高等学校
- 福島県立浪江高等学校（原発事故の影響で休校中）
- 福島県立浪江高等学校津島校（同上）

### 中学校
- 浪江町立なみえ創成中学校

### 小学校
- 浪江町立なみえ創成小学校

## 出身著名人
- 佐々木俊一：作曲家。1907年（明治40年）9月27日生まれ。
- 志賀信夫：放送評論家。1929年（昭和4年）10月23日生まれ。
- 常盤文克：実業家（元・花王会長）。理学者。生まれは東京都、1933年（昭和8年）11月13日生まれ。
- 田中慶秋：衆議院議員。1938年（昭和3年）3月6日生まれ。
- 原田直之：民謡歌手。1942年（昭和17年）生まれ。
- 上田善彦：医師、獨協中学校・高等学校校長。1954年(昭和29年)生まれ。
- 横山貴明：元プロ野球選手。1991年（平成3年）4月10日生まれ。
- 牛来美佳：シンガーソングライター。